# Taça de Portugal de Futebol Feminino 2011–12
A Taça de Portugal de Futebol Feminino de 2011/2012 foi a 9ª edição da Taça de Portugal, ganha pela Sociedade União 1º Dezembro (7º título).

## Final
A partida foi disputada a 13 de Maio de 2012.
|                        | Resultado |                             |
| ---------------------- | --------- | --------------------------- |
| Clube Albergaria Mazel | 0 – 4     | Sociedade União 1º Dezembro |

## Meias-finais
As partidas foram disputadas a 25 de Abril de 2012.
|                        | Resultado |             |
| ---------------------- | --------- | ----------- |
| Clube Albergaria Mazel | 7 – 3     | Freamunde   |
| Boavista FC            | 1 – 2     | 1º Dezembro |

## Quartos de final
As partidas foram disputadas a 24 de Março de 2012.
|                        | Resultado |                       |
| ---------------------- | --------- | --------------------- |
| Belenenses M. Grande   | 1 – 7     | 1º Dezembro           |
| Clube Albergaria Mazel | 1 – 0     | Clube Futebol Benfica |
| Vilaverdense           | 0 – 3     | Boavista FC           |
| Freamunde              | 5 – 2     | Cadima                |

## Oitavos de final
As partidas foram disputadas a 8 de Janeiro de 2012.
|                        | Resultado       |                        |
| ---------------------- | --------------- | ---------------------- |
| Esc. Fut. Fem. Setúbal | 2 – 5           | Boavista Futebol Clube |
| 1º Dezembro            | 2 – 0           | Escola                 |
| Vilaverdense           | 6 – 0           | Murtoense              |
| Freamunde              | 2 – 1           | Leixões                |
| Clube Albergaria Mazel | 5 – 0           | Cesarense              |
| Casa Povo Martim       | 0 – 1           | Cadima                 |
| Clube Futebol Benfica  | 3 – 0           | Fundação Laura Santos  |
| Belenenses M. Grande   | 2 – 2 (4–3)g.p. | A-dos-Francos          |

## 2ª Eliminatória
As partidas foram disputadas a 27 de Novembro de 2011.
|                       | Resultado |                   |
| --------------------- | --------- | ----------------- |
| A-dos-Francos         | 10 – 1    | Pico de Regalados |
| Belenenses M. Grande  | 3 – 0     | AMCH Ringe        |
| Bobadelense           | 1 – 8     | Cesarense         |
| Fundação Laura Santos | 4 – 1     | Paio Pires FC     |
| Cête                  | 2 – 3     | Freamunde         |
| GD Incansáveis        | 0 – 1     | Murtoense         |

## 1ª Eliminatória
As partidas foram disputadas a 30 de Outubro de 2011.
|                       | Resultado    |                         |
| --------------------- | ------------ | ----------------------- |
| Freamunde             | 3 – 0        | Clube Atlético Ouriense |
| Ponte Frielas         | 1 – 5        | A-dos-Francos           |
| Belenenses M. Grande  | 2 – 0        | Palmelense              |
| Arsenal 72            | 5 – 7 (a.p.) | Bobadelense             |
| Cortegaça             | 0 – 4        | Murtoense               |
| Fundação Laura Santos | 3 – 0        | Salgueiros 08           |
| Os Sandinenses        | 2 – 4 (a.p.) | AMCH Ringe              |
| Régua                 | 0 – 10       | Paio Pires FC           |
| Pico de Regalados     | 3 – 0        | Estoril Praia           |
| Cête                  | 3 – 1        | Feirense                |
| GD Incansáveis        | 3 – 0        | GCR de Rossas           |
| Cesarense             | 10 – 0       | Terras de Bouro         |

## 1ª Pré-Eliminatória
As primeiras partidas foram disputadas a 25 de Setembro de 2011 é a última a 5 de Outubro de 2011.
|               | Resultado       |                       |
| ------------- | --------------- | --------------------- |
| Feirense      | 8 – 1           | MD Eirolense          |
| GCR de Rossas | 5 – 0           | Esperança Atlético    |
| Pampilhosa    | 2 – 2 (5–6)g.p. | Murtoense             |
| Cesarense     | 4 – 0           | Ferreirense           |
| Seia FC       | 0 – 9           | Fundação Laura Santos |